# 陈氏祖祠 (九江村)
陈氏祖祠，位于中国广东省揭阳市普宁市大坝镇九江村，为普宁市的一个市级文物保护单位，类型为近代现重要史迹及代表性建筑，公布时间为1961年。
陈氏祖祠建于1927年。